# 건들바위

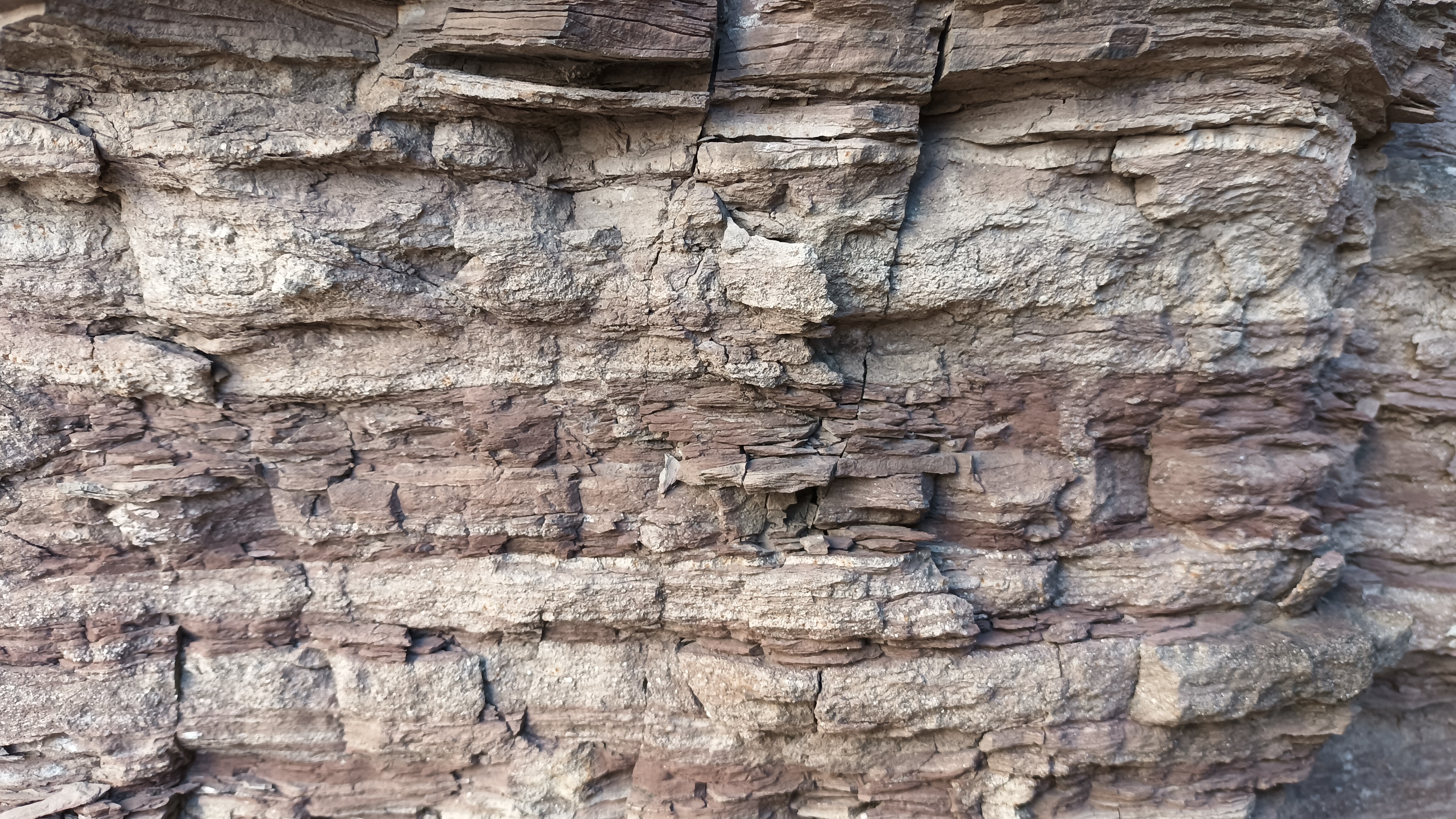
건들바위를 가까이서 본 모습이다. 경상 누층군 대구층의 적색층과 백색층이 교대로 나타난다.

건들바위(大邱笠巖)는 대구광역시 중구 대봉2동에 위치한 역사적인 바위 형성물이다. 이 장소는 대구에서 중요한 지질학적 및 문화적 랜드마크로 인정받고 있으며, 경상 누층군 대구층의 바위이다. 1982년 6월 29일 대구광역시의 기념물 제2호로 지정되었다.

## 역사적 중요성
역사적으로 건들바위는 지역 문화와 종교에서 중요한 장소로 여겨졌다. 이 바위는 옛 한국의 지리서인 신증동국여지승람에 기록된 대구 10경 중 하나로 연관되어 있다. 조선시대 동안 건들바위 주변은 맑은 시냇물이 흐르며 아름다운 경치를 자랑하여 낚시와 자연 속에서의 여가를 즐기기에 인기 있는 장소였다. 이러한 전원적 이미지가 서거정(1420~1488)의 시 입암조어(笠巖釣魚)에 보존되어 있으며, 이는 바위의 문화적 및 자연적 중요성을 반영한다.

## 이름과 전설
건들바위라는 이름은 명확히 정의되지 않았지만 전설에 기인한 독특한 기원을 가지고 있다. 이 바위는 전통 한국 모자 삿갓을 쓴 노인의 모습을 닮았다고 하여 과거에는 삿갓바위라고도 불렸다. 흔히 사용되는 "건들바위"라는 이름은 바위가 불안정하게 흔들리는 모습에서 유래한 것으로 보이며, "건들"이라는 단어는 불안정한 상태를 의미한다. 이러한 시각적 인상은 이 장소를 지역 전설의 중요한 부분으로 만들었다.
조선 후기부터 현대에 이르기까지 이 장소는 무당들이 의식을 치르는 데 자주 사용되었다. 특히 자녀를 갖기 원하는 여성들에게 인기가 있었으며, 바위가 신비한 힘을 가지고 있어 아이를 가지는 데 도움을 준다고 믿었다. 이러한 연유로 득남석이라는 별명을 얻게 되었으며, 이는 "아들을 가지게 도와주는 바위"를 의미한다. 이로 인해 이 지역은 무속 의식의 중요한 중심지가 되었고, 행운을 기원하는 이들의 인기 있는 목적지가 되었다.

## 문화적 및 사회적 역할
건들바위는 대구의 문화 경관에서 독특한 위치를 차지하고 있다. 웅장한 모습과 고립된 위치 때문에 이 바위는 힘과 안정성의 상징으로 여겨졌다. 그러나 2008년 12월 9일, 침식과 나무 뿌리의 성장으로 인해 주변 절벽이 약화되어 일부 붕괴되는 산사태가 발생하였다. 다행히 이 사건은 늦은 밤에 일어나 인명 피해는 없었지만, 일부 안내 표지판과 대구 10경 시비가 파손되었다. 문화재 지정으로 인해 광범위한 보수가 불가능한 상황에서 약화된 절벽은 여전히 문제로 남아 있다.
건들바위의 또 다른 흥미로운 점은 종교적 중요성과 현대 영성의 대조이다. 흥미롭게도, 한때 무속 의식으로 유명했던 이 바위 주변에는 현재 기독교 교회, 진각종 불교대학, 대구향교(유교 학교)가 자리잡고 있다. 이러한 다양한 종교 시설의 공존은 이 지역의 변화하는 문화적, 영적 삶을 상징하며, 전통과 현대 신념이 가까이에서 공존하는 모습을 보여준다.
최근 몇 년 동안 건들바위는 문화적 명소로서의 중요성도 가지게 되었다. 2020년에 개발된 C1912(Geondlebawi 1912) 복합 문화 예술 공간은 대봉정(카페), 대봉 산책(독립 서점), 보이드 갤러리, 더 피자 사운즈, 청담동 마녀김밥 등 다양한 시설을 포함하고 있다. 이러한 추가 시설은 이 지역을 현대 문화 공간과 역사적 유산이 어우러진 장소로 변화시켰다. 2024년에는 북스테이션, 대봉 안내소, 딴짓가옥과 같은 새로운 시설들이 추가되면서 대봉동 구도심지의 골목문화를 지역 청년들이 지속적으로 만들어 나가는 모습을 보여주고 있다.

## 지질
건들바위의 중요성은 지질학적 특징에서 시작되며, 이는 대구 분지의 구조적 특징을 생생하게 보여준다. 중생대 퇴적암인 대구층으로 구성된 이 바위는 한국의 이 지역 지질 발달에 대한 통찰력을 제공한다. 주변에 노출된 절벽은 퇴적암의 층리를 분명하게 드러내고 있으며, 침식과 퇴적 등 다양한 지질학적 과정을 통해 현재의 독특한 경관을 형성하였다. 이 바위는 원래 더 큰 암반의 일부였으나, 퇴적암층의 절리를 따라 침식되어 본체에서 떨어져 나와 오늘날의 독특한 고립된 바위가 되었다.
건들바위는 하천의 침식작용으로 생긴 선바위(하식애)로 약 1억년 전 중생대 백악기 때, 호수로 운반되어 온 자갈, 모래, 실트, 점토 등의 물질이 쌓여 이루어진 퇴적암이다. 옛날에는 건들바위 앞으로 대구천이 흘렀고, 건들바위는 대구천에 의해 침식되어 형성된 것이다. 이후 암벽의 균열과 더불어 대구천에 의한 지속적인 침식작용으로 인해 암벽 본체에서 떨어져 나와 현재의 모습을 보인다. 건들바위라는 이름이 언제부터 생긴 것인지 확실치는 않으나, 서 있는 모습이 불안하게 보여 인근 주민들은 건들바위라고 부르게 되었다고 한다. 1990년대까지만 해도 이곳에 점쟁이와 무당들이 몰려와 치성을 드리곤 했는데, 특히 아기를 갖지 못하는 부인들이 치성을 드리는 효험이 있다고 하여 많이 찾았다. 20세기 전기까지만 해도 대구천은 건들바위 앞으로 흘렀으나, 이후 지속적인 개발로 인해 물길은 사라지고 현재와 같이 복개된 상태로 남게 되었다. 건들바위의 규모에서도 알 수 있듯이 과거에는 바위 앞으로 풍부하고도 맑은 물이 흘러 수려한 풍광을 보이는 명소였다고 한다. 1994년 조경공사를 통해 건들바위 일대에 분수계류, 폭포 등을 새로이 설치하고 물이 흐르도록 하여 옛 정취를 느낄 수 있게 하였고 몇 차례의 개선공사를 통해 현재에 이르게 되었다.— 건들바위 현지 안내문

## 교통

### 지하철
- ● 대구 도시철도 3호선 : 건들바위역

### 버스
가장 가까운 버스 정류장은 건들바위앞/건너(이천로)와 상수도사업본부(명덕로)이다. 
- ● 204번 : 서대구역 ↔ 반월당역 ↔ 명덕역 ↔ 상수도사업본부 ↔ 황금동 ↔ 범물동
- ● 234번 : 서대구역 ↔ 대구북부시외버스터미널 ↔ 2.28기념공원 ↔ 봉산육거리 ↔ 건들바위앞 ↔ 황금동
- ● 304번 : 유통단지 ↔ 칠성시장 ↔ 반월당역 ↔ 명덕역 ↔ 상수도사업본부 ↔ 상동네거리 ↔ 가창
- ● 509번 : 방천리 ↔ 이곡동 ↔ 용산동 ↔ 반고개 ↔ 명덕역 ↔ 상수도사업본부 ↔ 범어역 ↔ 고산역 ↔ 신매광장 ↔ 경산 영남대학교
- ● 730번 : 동명면 ↔ 팔달시장역 ↔ 북구청 ↔ 반월당역 ↔ 건들바위앞 ↔ 봉덕동
- ● 순환2/2-1 : 검단동 ↔ 원대동 ↔ 남산역 ↔ 명덕역 ↔ 상수도사업본부 ↔ 대구지방법원 ↔ 동대구역 ↔ 대구시청산격청사 ↔ 검단동
- ● 남구1/1-1 : 앞산공원 ↔ 봉덕동 ↔ 상수도사업본부 ↔ 명덕역 ↔ 서부정류장 ↔ 현충로역 ↔ 봉덕동

## 현대 접근성과 현재 상태
현재 건들바위는 대구 도시철도 3호선을 통해 접근할 수 있으며, 인근에 건들바위역이 위치해 있다. 접근성이 뛰어나 지역 주민과 관광객 모두에게 인기 있는 장소이며, 역사적 중요성, 문화적 분위기, 그리고 최근 추가된 현대적 편의 시설을 즐기기 위해 많은 사람들이 찾고 있다. 고대의 전설과 현대 문화 시설이 어우러진 건들바위는 대구의 과거와 현재를 동시에 담고 있는 독특한 장소이다.
최근 몇 년 동안 이 지역에 카페, 서점, 갤러리, 음식점이 개발되면서 건들바위는 단순한 지질학적 형성을 넘어 사회적 및 문화적 중심지가 되었다. 이러한 발전은 역사적 장소가 본질과 유산을 유지하면서도 현대 도시 구조에 효과적으로 통합될 수 있음을 보여주며, 건들바위는 문화 보존과 도시 재생의 모범적인 사례로 평가받고 있다.

## 같이 보기
- 대구광역시의 지질
- 경상 누층군 대구층
- 고산골공룡공원
- 한국의 지질
- 퇴적암

## 참고 문헌
- 건들바위 - 국가유산청 국가유산포털